# Rudolf Huber

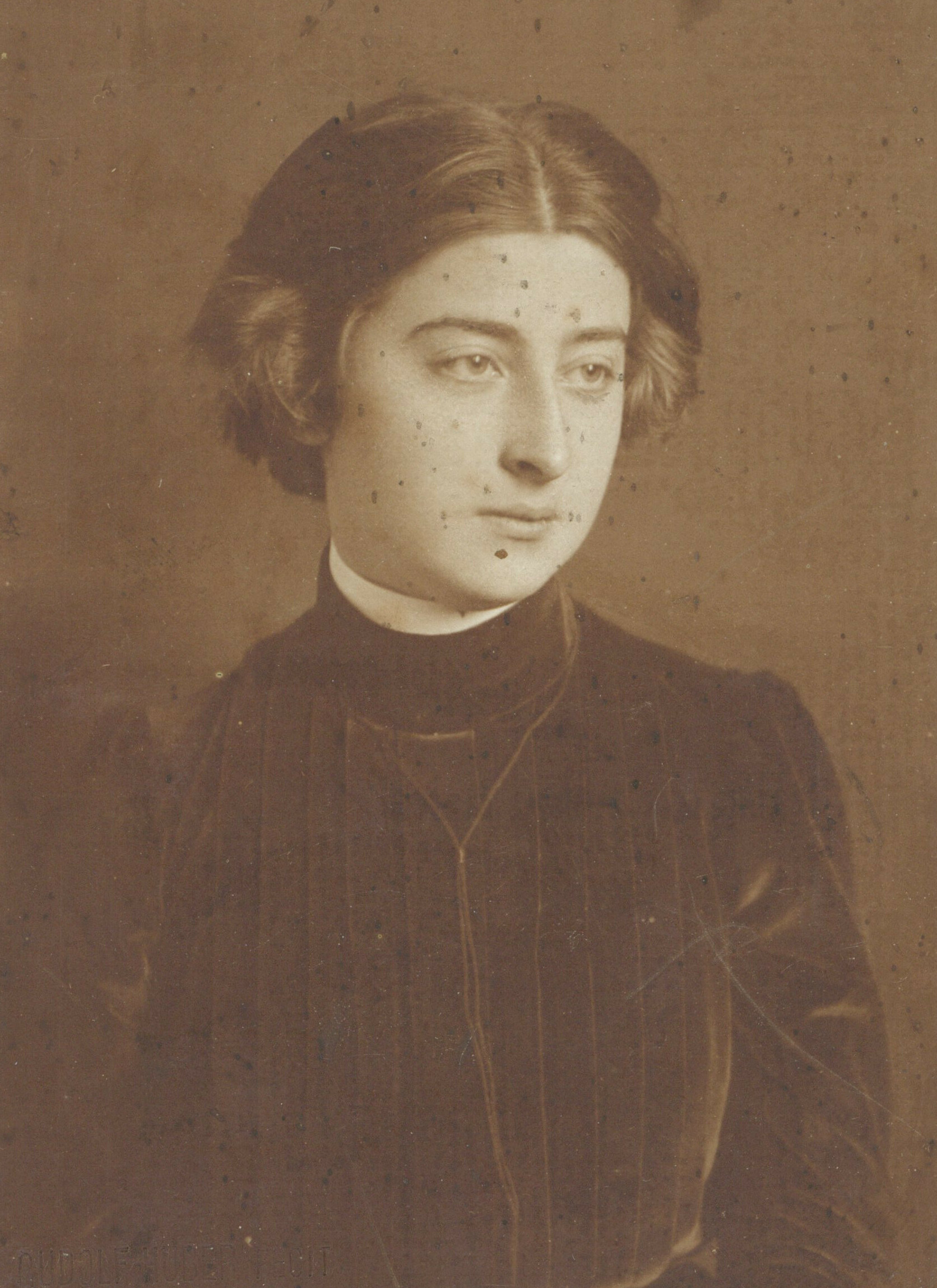
Zofia Kernowa; Foto: Rudolf Huber

Rudolf Huber (ur. 11 lipca 1875 w Grybowie, zm. 1942 we Lwowie) – polski artysta fotograf. Członek Klubu Miłośników Sztuki Fotograficznej we Lwowie. Członek rzeczywisty i członek Zarządu Lwowskiego Towarzystwa Fotograficznego.

## Życiorys
Rudolf Huber po ukończeniu gimnazjum pracował jako urzędnik pocztowy. Związany ze lwowskim środowiskiem fotograficznym – mieszkał, pracował, tworzył we Lwowie. Miejsce szczególne w jego twórczości zajmowała fotografia architektury oraz fotografia portretowa. W 1905 roku ożenił się z córką Edwarda Trzemeskiego (zmarłego w 1905) – Zofią Huber, z którą wspólnie prowadził zakład fotograficzny, objęty po Edwardzie Trzemeskim. Po śmierci żony prowadził zakład wspólnie z córką Zofią – do czasu jego zbombardowania w 1939 roku.
Rudolf Huber w latach 1903–1914 (niejednokrotnie wspólnie z żoną Zofią Huber) aktywnie uczestniczył w wielu wystawach fotograficznych; krajowych i międzynarodowych; w Polsce i za granicą (m.in. w Londynie, Paryżu). Jego fotografie otrzymały wiele akceptacji (m.in. w V Międzynarodowym Salonie Fotografiki w Warszawie, w 1931 roku), medali, nagród wyróżnień, dyplomów, listów gratulacyjnych (m.in. otrzymał nagrodę na I Wystawie Fotografii w Krakowie – w 1902 roku, list pochwalny i srebrny medal na I Dorocznej Wystawie Fotografii Artystycznej, we Lwowie).
Rudolf Huber należał do Klubu Miłośników Sztuki Fotograficznej we Lwowie, istniejącego w latach 1891–1903. Od 1903 roku był członkiem rzeczywistym Lwowskiego Towarzystwa Fotograficznego, w którym w latach późniejszych pełnił wiele funkcji w Zarządzie LTF. Aktywnie uczestniczył w pracach Lwowskiego Towarzystwa Fotograficznego do końca jego istnienia – w 1939 roku.
Prace Rudolfa Hubera znajdowały się w zbiorach Polskiego Towarzystwa Fotograficznego – w dużej części zostały utracone podczas powstania warszawskiego.